# Sticharium clarkae
Sticharium clarkae är en fiskart som beskrevs av George och Springer, 1980. Sticharium clarkae ingår i släktet Sticharium och familjen Clinidae. Inga underarter finns listade i Catalogue of Life.